# Hacıoğlu, Gömeç
Hacıoğlu là một xã thuộc huyện Gömeç, tỉnh Balıkesir, Thổ Nhĩ Kỳ. Dân số thời điểm năm 2010 là 432 người.